# Eiliv Austlid

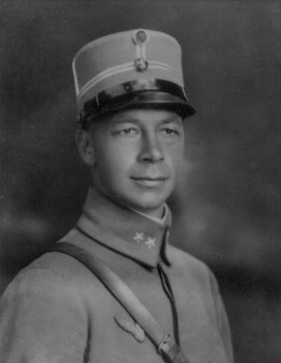
Eiliv Austlid

Eiliv Austlid, född 6 maj 1899, död 15 april 1940,  var en norsk officer med kaptens grad.
Austlid tjänstgjorde i norska armén under Tysklands invasion av Norge den 9 april 1940. Eiliv Austlid var ansvarig för skyddet av den norska regeringen och kungahuset när de inledde sin flykt från huvudstaden undan tyskarna. Austlid genomförde ett motanfall mot efterföljande tyska trupper som möjliggjorde den fortsatta flykten. Austlid beskrevs efter kriget som omdömeslös eftersom anfallet var ett självmordsuppdrag. Den som anklagade Austlid för detta var den norske handelsministern Trygve Lie vilket fick till konsekvens att han aldrig fick någon utmärkelse för sin insats.

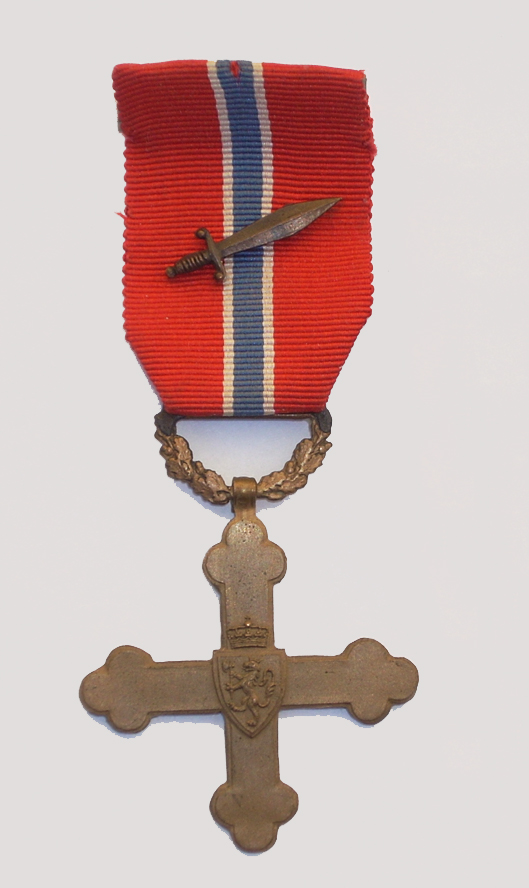
Krigskorset med svärd, Norges högsta utmärkelse

Den 22 mars 2010 tilldelades Austlid den norska medaljen krigskorset med svärd för sina insatser efter att ny forskning visat att det var Trygve Lie som själv gett order om motanfall.